# Список депутатов Парламента Молдовы IV созыва (2001—2005)
Список депутатов Парламента Республики Молдова IV созыва, избранных на досрочных парламентских выборах 25 февраля 2001 года и действовавших до парламентских выборов 6 марта 2005 года.

## Резюме
В связи с тем, что избранный 22 марта 1998 года парламент был распущен, так как ему не удалось избрать Президента Республики Молдова, 25 февраля 2001 года в Республике Молдова состоялись досрочные парламентские выборы, в которых приняли участие 27 конкурентов. Явка избирателей составила 67,52%, а депутатские мандаты распределились следующим образом: Партия коммунистов Республики Молдова — 71 мандат, Избирательный блок «Альянс Брагиша» — 19 и Христианско-демократическая народная партия Молдовы — 11.

## Парламентские фракции
- Структура Парламента к началу созыва:

| 71   | 19             | 11    |  |
| ПКРМ | Альянс Брагиша | ХДНПМ |  |

- Структура Парламента к концу созыва:

| 70   | 11    | 11                 | 9              |  |
| ПКРМ | ХДНПМ | неприсоединившиеся | Альянс Брагиша |  |

## Список депутатов
| №   | Фамилия, Имя         | Место жительства                    | Год рождения | Партия         | Профессия, деятельность |
| 1   | Владимир Воронин     | Кишинёв                             | 1941         | ПКРМ           | инженер-экономист, политолог, юрист, депутат парламента Республики Молдова, председатель Партии коммунистов Республики Молдова |
| 2   | Андрей Негуца        | Кишинёв                             | 1952         | ПКРМ           | химик, политолог, депутат парламента Республики Молдова, секретарь ЦК ПКРМ |
| 3   | Илья Ванча           | Кишинёв                             | 1949         | ПКРМ           | педагог, министр образования и науки Республики Молдова |
| 4   | Вадим Мишин          | Кишинёв                             | 1945         | ПКРМ           | юрист, депутат парламента Республики Молдова |
| 5   | Дмитрий Тодорогло    | Кишинёв                             | 1944         | ПКРМ           | агроном, депутат парламента Республики Молдова |
| 6   | Василий Иовв         | Кишинёв                             | 1942         | ПКРМ           | инженер-технолог, политолог, доктор экономических наук, депутат парламента Республики Молдова |
| 7   | Иван Калин           | Кишинёв                             | 1935         | ПКРМ           | агроном, политолог, дипломат, доктор экономических наук, депутат парламента Республики Молдова |
| 8   | Евгения Остапчук     | Сороки                              | 1947         | ПКРМ           | инженер-технолог, депутат парламента Республики Молдова |
| 9   | Владимир Цуркан      | Кишинёв                             | 1954         | ПКРМ           | юрист, министр внутренних дел Республики Молдова |
| 10  | Юрий Стойков         | Калараш, Унгенский уезд             | 1955         | ПКРМ           | инженер-механик, депутат парламента Республики Молдова |
| 11  | Виктор Степанюк      | с. Костешты, Кишинёвский уезд       | 1958         | ПКРМ           | педагог, доктор исторических наук, депутат парламента Республики Молдова |
| 12  | Олег Манторов        | с. Унгры, Единецкий уезд            | 1947         | ПКРМ           | педагог, примар коммуны Кэларашовца Единецкого уезда |
| 13  | Дмитрий Прижмиряну   | Кишинёв                             | 1951         | ПКРМ           | педагог, экономист-организатор, депутат парламента Республики Молдова |
| 14  | Юлиан Магаляс        | Кишинёв                             | 1942         | ПКРМ           | историк, политолог, председатель Государственной компании «Телерадио-Молдова» |
| 15  | Александр Жданов     | Кишинёв                             | 1932         | ПКРМ           | агроном, доктор экономических наук, депутат парламента Республики Молдова |
| 16  | Валериан Кристя      | Кишинёв                             | 1950         | ПКРМ           | инженер-энергетик, депутат парламента Республики Молдова |
| 17  | Марк Ткачук          | Кишинёв                             | 1966         | ПКРМ           | педагог, доктор исторических наук, ректор Высшей антропологической школы Республики Молдова |
| 18  | Николай Бондарчук    | Кишинёв                             | 1941         | ПКРМ           | инженер-электрик, вице-генеральный примар муниципия Кишинёв |
| 19  | Василий Пентелей     | Кишинёв                             | 1947         | ПКРМ           | агроном-экономист, Председатель Счётной палаты Республики Молдова |
| 20  | Людмила Боргула      | Кишинёв                             | 1940         | ПКРМ           | инженер-технолог, депутат парламента Республики Молдова, секретарь ЦК ПКРМ |
| 21  | Антон Мирон          | Кишинёв                             | 1941         | ПКРМ           | агроном-ученый, вице-председатель Совета Кишинёвского уезда |
| 22  | Афанасий Смокин      | Кишинёв                             | 1945         | ПКРМ           | автоинженер-механик, министр транспорта и коммуникаций Республики Молдова |
| 23  | Виктор Чобану        | Кишинёв                             | 1956         | ПКРМ           | экономист, доктор социологических наук, депутат парламента Республики Молдова |
| 24  | Ион Филимон          | с. Нападены, Унгенский уезд         | 1955         | ПКРМ           | агроном, депутат парламента Республики Молдова |
| 25  | Георгий Антон        | Страшены, Кишинёвский уезд          | 1937         | ПКРМ           | зоотехник, депутат парламента Республики Молдова |
| 26  | Георгий Табунщик     | Кишинёв                             | 1939         | ПКРМ           | агроном, кандидат философских наук, консультант «Социального банка» |
| 27  | Борис Хотничук       | Бельцы                              | 1941         | ПКРМ           | экономист, начальник управления реорганизации и ликвидационной процедуры мебельного завода Бельц |
| 28  | Виктория Новик       | Кишинёв                             | 1952         | ПКРМ           | техник-технолог, экономист, депутат парламента Республики Молдова |
| 29  | Борис Кожухари       | Кишинёв                             | 1944         | ПКРМ           | финансист, политолог, депутат парламента Республики Молдова |
| 30  | Яков Тимчук          | Кишинёв                             | 1954         | ПКРМ           | инженер-электроник, депутат парламента Республики Молдова |
| 31  | Михаил Чицул         | Кишинёв                             | 1937         | ПКРМ           | юрист, вице-президент Городского общества ветеранов Кишинёва |
| 32  | Татьяна Некоарэ      | Кишинёв                             | 1978         | ПКРМ           | психолог, первый секретарь Коммунистического союза молодёжи Молдовы |
| 33  | Владимир Доронин     | Кишинёв                             | 1941         | ПКРМ           | инженер-механик, депутат парламента Республики Молдова |
| 34  | Мария Постойко       | Кишинёв                             | 1950         | ПКРМ           | юрист, депутат парламента Республики Молдова |
| 35  | Юрий Ерёмин          | Кишинёв                             | 1949         | ПКРМ           | инженер-технолог, старший консультант фракции ПКРМ в аппарате Парламента Республики Молдова |
| 36  | Анатолий Стынгач     | с. Тринка, Единецкий уезд           | 1953         | ПКРМ           | зооинженер, депутат парламента Республики Молдова |
| 37  | Виктор Злачевский    | Кишинёв                             | 1944         | ПКРМ           | педагог, преподаватель географии и биологии в лицее, депутат парламента Республики Молдова |
| 38  | Наталья Гаврилюк     | Кишинёв                             | 1950         | ПКРМ           | педагог, директор Дома работников образования |
| 39  | Виктор Андрушчак     | Кишинёв                             | 1934         | ПКРМ           | историк, доктор исторических наук, депутат парламента Республики Молдова |
| 40  | Иван Кыльчик         | Комрат, Гагаузия                    | 1951         | ПКРМ           | инженер-экономист, начальник Управления статистики муниципия Комрат |
| 41  | Владимир Панфилов    | Кишинёв                             | 1956         | ПКРМ           | инженер-конструктор, заместитель директора ООО «Луиза-Фарм» |
| 42  | Михаил Русу          | Кишинёв                             | 1941         | ПКРМ           | технолог-хлебопекарь, агроном, политолог, депутат парламента Республики Молдова |
| 43  | Иван Грек            | Кишинёв                             | 1939         | ПКРМ           | библиотекарь, доктор исторических наук, главный научный сотрудник Межэтнического института Академии наук Республики Молдова |
| 44  | Валентин Драган      | Бричаны, Единецкий уезд             | 1952         | ПКРМ           | инженер-механик, политолог, депутат парламента Республики Молдова |
| 45  | Иосиф Кетрару        | Чимишлия, Лапушнянский уезд         | 1945         | ПКРМ           | зоотехник, депутат парламента Республики Молдова |
| 46  | Николай Памужак      | Кишинёв                             | 1948         | ПКРМ           | агроном, профессор Государственного аграрного университета Молдовы |
| 47  | Пётр Паламарчук      | Кишинёв                             | 1947         | ПКРМ           | театральный экономист-организатор, генеральный директор ООО «Кортина» |
| 48  | Владимир Драгомир    | Штефан-Водэ, Бендерский уезд        | 1944         | ПКРМ           | педагог, генеральный директор Главного управления по вопросам образования, молодёжи и спорта Бендерского уезда |
| 49  | Джумбери Тодуа       | Шолданешты, Оргеевский уезд         | 1937         | ПКРМ           | инженер-шахтёр, директор Шолданештского железобетонного завода |
| 50  | Григорий Городинский | Фалешты, Белецкий уезд              | 1941         | ПКРМ           | юрист, примар Фалешт |
| 51  | Иван Письмак         | Кишинёв                             | 1930         | ПКРМ           | педагог, первый секретарь территориального комитета ПКРМ сектора Буюканы муниципия Кишинёв |
| 52  | Юрий Забунов         | Кишинёв                             | 1947         | ПКРМ           | инженер-механик, директор ОАО «Траком» |
| 53  | Иван Семенюк         | с. Коржова, Кишинёвский уезд        | 1945         | ПКРМ           | агроном, директор ООО «Коржовянка» |
| 54  | Василий Русу         | Кишинёв                             | 1952         | ПКРМ           | юрист, член Союза адвокатов Республики Молдова |
| 55  | Владимир Юзвенко     | Кишинёв                             | 1950         | ПКРМ           | механик-техник локомотивов, инженер путей сообщения, заместитель начальника Инспектората безопасности дорожного движения |
| 56  | Алексей Иванов       | Оргеев                              | 1952         | ПКРМ           | экономист, политолог, начальник Государственной налоговой инспекции Оргеевского уезда |
| 57  | Афанасий Мандажи     | Вулканешты, Гагаузия                | 1942         | ПКРМ           | зоотехник, президент АО «Авикола-Вулканешты» |
| 58  | Александр Чугуряну   | Кишинёв                             | 1948         | ПКРМ           | юрист, генеральный директор Национальной ассоциации товаропроизводителей Республики Молдова |
| 59  | Владимир Еремчук     | Окница, Единецкий уезд              | 1951         | ПКРМ           | медик-санитар, примар Окницы |
| 60  | Николай Зара         | Кишинёв                             | 1943         | ПКРМ           | юрист, адвокат Кишинёвской коллегии адвокатов |
| 61  | Ион Шпак             | Ниспорены, Унгенский уезд           | 1952         | ПКРМ           | агроном, политолог, временно безработный |
| 62  | Пётр Силивестру      | с. Большие Котюжены, Сорокский уезд | 1947         | ПКРМ           | агроном, депутат парламента Республики Молдова |
| 63  | Георгий Табунщик     | Каушаны, Бендерский уезд            | 1942         | ПКРМ           | журналист, вице-председатель Совета Бендерского уезда |
| 64  | Валерий Калмацуй     | Унгены                              | 1950         | ПКРМ           | инженер-электрик, начальник Унгенских электросетей |
| 65  | Антонина Балдович    | Леова, Лапушнянский уезд            | 1937         | ПКРМ           | библиотекарь, первый секретарь Леовского территориального комитета ПКРМ |
| 66  | Спиридон Мартынюк    | Сынжерей, Белецкий уезд             | 1950         | ПКРМ           | электрик, механизатор сельского хозяйства, генеральный директор ИМ «Роуа-Юниверс» |
| 67  | Ион Урсу             | Кишинёв                             | 1945         | ПКРМ           | адвокат, водитель Счётной палаты Республики Молдова |
| 68  | Юрий Чичинов         | Кишинёв                             | 1942         | ПКРМ           | агроном лесного хозяйства, председатель Республиканской ассоциации охотников и рыболовов |
| 69  | Ефим Агаки           | Сороки                              | 1942         | ПКРМ           | инженер-конструктор, председатель Совета Сорокского уезда |
| 70  | Олег Морий           | Кишинёв                             | 1939         | ПКРМ           | агроном, президент Национальной ассоциации производителей «Алимпромагро» |
| 71  | Раиса Мораренко      | Кишинёв                             | 1945         | ПКРМ           | педагог, первый секретарь территориального комитета ПКРМ сектора Центр муниципия Кишинёв |
| 72  | Дмитрий Брагиш       | Кишинёв                             | 1957         | Альянс Брагиша | инженер-энергетик, Премьер-министр Республики Молдова |
| 73  | Лидия Гуцу           | Кишинёв                             | 1954         | Альянс Брагиша | экономист, вице-премьер-министр Республики Молдова |
| 74  | Дмитрий Зиду         | Кишинёв                             | 1932         | Альянс Брагиша | педагог, доктор философских наук, председатель Совета организации ветеранов Республики Молдова |
| 75  | Ева Гудумак          | Кишинёв                             | 1941         | Альянс Брагиша | педиатр, доктор медицинских наук, заведующая кафедрой хирургии и ортопедии, декан факультета педиатрии Государственного университета медицины и фармакологии имени Николая Тестемицану, член-корреспондент Академии наук Республики Молдова |
| 76  | Николай Малаки       | с. Волинтирь, Бендерский уезд       | 1952         | Альянс Брагиша | механик-агроном, председатель Совета Бендерского уезда |
| 77  | Валерий Косарчук     | Кишинёв                             | 1955         | Альянс Брагиша | экономист, вице-премьер-министр Республики Молдова |
| 78  | Михаил Сидоров       | Кишинёв                             | 1946         | Альянс Брагиша | юрист, парламентский адвокат |
| 79  | Владимир Кочорвэ     | с. Бравичены, Оргеевский уезд       | 1958         | Альянс Брагиша | зоотехник, примар коммуны Бравичены |
| 80  | Виталий Мруг         | Бельцы                              | 1956         | Альянс Брагиша | инженер-конструктор, генеральный директор АО «Magistrala» |
| 81  | Леонид Кулюк         | Кишинёв                             | 1950         | Альянс Брагиша | профессор, доктор физических наук, директор Института прикладной физики Академии наук Республики Молдова |
| 82  | Ион Гуцу             | Кишинёв                             | 1943         | Альянс Брагиша | экономист, кандидат экономических наук, вице-председатель Совета БЦА «Унибанк» |
| 83  | Ион Морей            | Кишинёв                             | 1955         | Альянс Брагиша | юрист, депутат парламента Республики Молдова |
| 84  | Михаил Плэмэдялэ     | Кишинёв                             | 1945         | Альянс Брагиша | юрист, сопредседатель-координатор общественной организации «Республика» |
| 85  | Михаил Камерзан      | Кишинёв                             | 1952         | Альянс Брагиша | педагог, депутат парламента Республики Молдова |
| 86  | Георгий Сима         | Кишинёв                             | 1952         | Альянс Брагиша | педагог, временно безработный |
| 87  | Валерий Плешка       | Кишинёв                             | 1958         | Альянс Брагиша | юрист, депутат парламента Республики Молдова |
| 88  | Ион Унту             | Кишинёв                             | 1954         | Альянс Брагиша | инженер-электронщик, директор Государственной канцелярии |
| 89  | Виктор Морев         | Бельцы                              | 1944         | Альянс Брагиша | инженер, примар муниципия Бельцы |
| 90  | Александр Олейник    | Кишинёв                             | 1959         | Альянс Брагиша | инженер-механик, генеральный директор Национального агентства по привлечению инвестиций Республики Молдова |
| 91  | Юрий Рошка           | Кишинёв                             | 1961         | ХДНПМ          | журналист, депутат парламента Республики Молдова, председатель Христианско-демократической народной партии Молдовы |
| 92  | Николай Алексей      | Кишинёв                             | 1948         | ХДНПМ          | юрист, доктор юридических наук, начальник Управления по борьбе с организованной преступностью и коррупцией министерства внутренних дел Республики Молдова                                                                                   |
| 93  | Влад Кубряков        | Кишинёв                             | 1965         | ХДНПМ          | журналист, вице-президент ХДНПМ, депутат парламента Республики Молдова |
| 94  | Валентин Килат       | с. Бырново, Единецкий уезд          | 1959         | ХДНПМ          | педагог, председатель Единецкого уездного отделения ХДНПМ |
| 95  | Виорел Присэкарь     | Кишинёв                             | 1946         | ХДНПМ          | эпидемиолог, доктор медицинских наук, профессор, проректор по науке Государственного университета медицины и фармакологии имени Николая Тестемицану                                                                                         |
| 96  | Евгений Гырлэ        | Кишинёв                             | 1953         | ХДНПМ          | экономист-информатик, депутат парламента Республики Молдова |
| 97  | Риорита Патерэу      | Бельцы                              | 1962         | ХДНПМ          | педагог, заведующая отделением Бельцкого музыкально-педагогического колледжа |
| 98  | Штефан Секэряну      | Кишинёв                             | 1959         | ХДНПМ          | журналист, директор периодического издания «Страна», депутат парламента Республики Молдова |
| 99  | Юлиан Главан         | Кишинёв                             | 1953         | ХДНПМ          | нейрохирург, доктор медицинских наук, ассистент Государственного университета медицины и фармакологии имени Николая Тестемицану |
| 100 | Андрей Конишеску     | Кишинёв                             | 1952         | ХДНПМ          | экономист, консультант парламентского комитета по экономике, промышленности и приватизации |
| 101 | Ефим Зубку           | Сороки                              | 1943         | ХДНПМ          | маркетолог, председатель Сорокского уездного отделения ХДНПМ, вице-президент АО «Конкордия-Сорока» |

## Изменения в депутатском корпусе-098
- Григорий Городинский (ПКРМ) → отставка в связи с продолжением полномочий примара Фалешт, мандат передан Валерию Бурке[2]
- Василий Пентелей (ПКРМ) → отставка в связи с продолжением полномочий председателя Счётной палаты Республики Молдова, мандат передан Борису Штепе[2]
- Ефим Агаки (ПКРМ) → отставка в связи с продолжением полномочий председателя Совета Сорокского уезда, мандат передан Владиславу Мостовому[2]
- Юлиан Магаляс (ПКРМ) → отставка в связи с продолжением полномочий председателя Государственной компании «Телерадио-Молдова», мандат передан Серафиме Борган[2]
- Владимир Воронин (ПКРМ) → отставка в связи с избранием на пост Президента Республики Молдова, мандат передан Мирче Антону[2][3]
- Валериан Кристя (ПКРМ) → отставка в связи с назначением вице-премьер-министром Республики Молдова, мандат передан Семёну Драгану[4][5]
- Дмитрий Тодорогло (ПКРМ) → отставка в связи с назначением вице-премьер-министром и министром сельского хозяйства и пищевой промышленности Республики Молдова, мандат передан Валерию Доге[5]
- Илья Ванча (ПКРМ) → отставка в связи с продолжением полномочий министра просвещения Республики Молдова, мандат передан Марине Подолян[5]
- Василий Русу (ПКРМ) → отставка в связи с назначением генеральным прокурором Республики Молдова, мандат передан Михаилу Андронику[6][7]
- Виктор Злачевский (ПКРМ) → отставка в связи с назначением постоянным представителе Парламента Республики Молдова в секретариате Межпарламентской Ассамблеи государств — участников СНГ, мандат передан Клавдии Садковской[7][8]
- Яков Тимчук (ПКРМ) → отставка в связи с назначением министром энергетики Республики Молдова, мандат передан Дмитрию Карапире[9][10]
- Георгий Табунщик (ПКРМ) → отставка в связи с назначением префектом Бендерского уезда, мандат передан Георгию Попе[10][11]
- Владимир Цуркан (ПКРМ) → отставка в связи с назначением послом Республики Молдова в Российской Федерации, мандат передан Марии Чиканчи[12][13]
- Марк Ткачук (ПКРМ) → отставка в связи с назначением советником Президента Республики Молдова по вопросам внутренней политики, мандат передан Алле Урсул[13][14]
- Василий Иовв (ПКРМ) → отставка в связи с назначением первым вице-премьер-министром Республики Молдова, мандат передан Иону Моисееву[15][16]
- Георгий Табунщик (ПКРМ) → отставка в связи с избранием Башканом Гагаузии, мандат передан Виктору Житарю[17]
- Георгий Антон (ПКРМ) → прекращение полномочий в связи со смертью, мандат передан Иону Парушу[18]
- Андрей Негуца (ПКРМ) → отставка в связи с назначением послом Республики Молдова во Французской Республике, мандат передан Михаилу Полянскому[19][20]
- Михаил Русу (ПКРМ) → отставка по собственному желанию, мандат передан Фарману Нуриеву[20]
- Иван Письмак (ПКРМ) → отставка по собственному желанию, мандат передан Петру Порубину[21]
- Борис Кожухари (ПКРМ) → отставка по собственному желанию, мандат передан Сергею Руснаку[22]
- Ион Морей[рум.] (Альянс Брагиша) → отставка в связи с назначением министром юстиции Республики Молдова, мандат передан Михаилу Петраке[7]
- Георгий Сима (Альянс Брагиша) → отставка в связи с назначением министром просвещения Республики Молдова, мандат передан Николаю Дятовскому[13][23]
- Дмитрий Зиду (Альянс Брагиша) → прекращение полномочий в связи со смертью, мандат передан Юрию Болбочану[13]
- Михаил Плэмэдялэ (Альянс Брагиша) → отставка по собственному желанию, мандат передан Якову Поповичу[24]
- Виорел Присэкарь (ХДНПМ) → отставка по собственному желанию, мандат передан Игнату Василаке[24]

## Новые депутаты
| №  | Фамилия, Имя       | Место жительства              | Год рождения | Партия         | Деятельность |
| 1  | Валерий Бурка      | Криуляны, Кишинёвский уезд    | 1954         | ПКРМ           | техник-конструктор, комендант Криулянской многопрофильной ремесленной школы                                                                           |
| 2  | Борис Штепа        | Глодяны, Белецкий уезд        | 1949         | ПКРМ           | педагог, начальник управления децентрализованных публичных служб префектуры Белецкого уезда                                                           |
| 3  | Владислав Мостовой | Дрокия, Сорокский уезд        | 1936         | ПКРМ           | инженер-электрик, энергетик, начальник АО «Agroreparafia»                                                                                             |
| 4  | Серафима Борган    | Резина, Оргеевский уезд       | 1942         | ПКРМ           | зооинженер, политолог, первый секретарь Резинского территориального комитета ПКРМ                                                                     |
| 5  | Мирча Антон        | Анений-Ной, Кишинёвский уезд  | 1942         | ПКРМ           | техник-плановик, вице-примар Анений-Ной |
| 6  | Семён Драган       | Кишинёв                       | 1953         | ПКРМ           | инженер-конструктор, депутат парламента Республики Молдова                                                                                            |
| 7  | Валерий Дога       | Кишинёв                       | 1950         | ПКРМ           | агроном, доктор экономических наук, профессор, заведующий кафедрой маркетинга и финансов Государственного аграрного университета Молдовы              |
| 8  | Марина Подолян     | Кишинёв                       | 1963         | ПКРМ           | актриса театра и эстрады, актриса Русского Драматического театра имени А. П. Чехова                                                                   |
| 9  | Михаил Андроник    | Хынчешты, Лапушнянский уезд   | 1952         | ПКРМ           | инженер-электрик, первый секретарь Хынчештского территориального комитета ПКРМ                                                                        |
| 10 | Клавдия Садковская | Бельцы                        | 1955         | ПКРМ           | техник-технолог, секретарь Белецкого муниципального комитета ПКРМ                                                                                     |
| 11 | Дмитрий Карапиря   | с. Казаклия, Гагаузия         | 1962         | ПКРМ           | технолог виноделия, примар села Казаклия |
| 12 | Георгий Попа       | Кантемир, Кагульский уезд     | 1956         | ПКРМ           | инженер-экономист, начальник Государственной налоговой инспекции Кантемира                                                                            |
| 13 | Мария Чиканчи      | Каинары, Бендерский уезд      | 1955         | ПКРМ           | бухгалтер, директор Каинарского филиала почтового отделения                                                                                           |
| 14 | Алла Урсул         | Теленешты, Оргеевский уезд    | 1961         | ПКРМ           | техник-технолог, психолог, первый секретарь Теленештского территориального комитета ПКРМ                                                              |
| 15 | Ион Моисеев        | Бессарабка, Лапушнянский уезд | 1949         | ПКРМ           | агроном, вице-примар Бессарабки |
| 16 | Виктор Житарь      | Дондюшаны, Единецкий уезд     | 1943         | ПКРМ           | инженер-электрик, директор многопрофильной ремесленной школы в Кодру                                                                                  |
| 17 | Ион Паруш          | Кишинёв                       | 1941         | ПКРМ           | врач-терапевт, доктор медицинских наук, доцент кафедры общей хирургии Государственного университета медицины и фармакологии имени Николая Тестемицану |
| 18 | Михаил Полянский   | Кишинёв                       | 1980         | ПКРМ           | студент Высшей антропологической школы |
| 19 | Фарман Нуриев      | Кишинёв                       | 1935         | ПКРМ           | инженер-электрик, директор АО «Grand-Nuri» |
| 20 | Пётр Порубин       | Дубоссары                     | 1952         | ПКРМ           | инженер-механик, специалист-консультант управления сельского хозяйства Кишинёвского уезда                                                             |
| 21 | Сергей Руснак      | Кишинёв                       | 1961         | ПКРМ           | инженер, директор ООО «Aurelia-Brno» |
| 22 | Михаил Петраке     | Кишинёв                       | 1958         | Альянс Брагиша | юрист, главный советник Президента Республики Молдова                                                                                                 |
| 23 | Николай Дятовский  | Кишинёв                       | 1957         | Альянс Брагиша | инженер-электромеханик, председатель АО «Pulsar» |
| 24 | Юрий Болбочану     | Кишинёв                       | 1959         | Альянс Брагиша | экономист, кандидат экономических наук, генеральный директор Департамента финансового контроля и ревизии министерства финансов Республики Молдова     |
| 25 | Яков Попович       | Кишинёв                       | 1939         | Альянс Брагиша | физик-математик, заведующий аппаратом Президента Республики Молдова                                                                                   |
| 26 | Игнат Василаке     | Чимишлия, Лапушнянский уезд   | 1953         | ХДНПМ          | филолог, журналист, директор периодического издания «Gazeta de Sud», председатель Лапушнянского отделения ХДНПМ                                       |

## Изменение партийной принадлежности
- Михаил Камерзан, Ева Гудумак, Михаил Сидоров, Виталий Мруг, Валерий Плешка, Виктор Морев, Михаил Петраке, Ион Морей[рум.], Георгий Сима, Михаил Плэмэдялэ: Альянс Брагиша → неприсоединившиеся
- Александр Чугуряну: ПКРМ → неприсоединившиеся